# Tsurumi Tomoyoshi
Tomoyoshi Tsurumi (sinh ngày 12 tháng 10 năm 1979) là một cầu thủ bóng đá người Nhật Bản.

## Sự nghiệp câu lạc bộ
Tomoyoshi Tsurumi đã từng chơi cho Ventforet Kofu, Shimizu S-Pulse và Cerezo Osaka.

## :iên kết ngoài
- Tsurumi Tomoyoshi tại J.League (tiếng Nhật)
- jsgoal.jp